# Sinistrella sinistralis
Sinistrella sinistralis is een slakkensoort, de plaats in een familie is nog onzeker. De wetenschappelijke naam van de soort is voor het eerst geldig gepubliceerd in 1839 door Petit de la Saussaye.